# سام بل (بازیکن فوتبال، زاده ۱۹۰۹)
سام بل (انگلیسی: Sam Bell; ۶ فوریهٔ ۱۹۰۹ – ۱۹۸۲ (۷۲−۷۳ سال)) بازیکن فوتبال اهل بریتانیا بود.
از باشگاه‌هایی که در آن بازی کرده‌است می‌توان به باشگاه فوتبال لوتون تاون، باشگاه فوتبال ساوتند یونایتد، باشگاه فوتبال تاتنهام هاتسپر، باشگاه فوتبال تونبریج آنجلز، باشگاه فوتبال نوریچ سیتی، و باشگاه فوتبال میلوال اشاره کرد.